# Eva Maydell

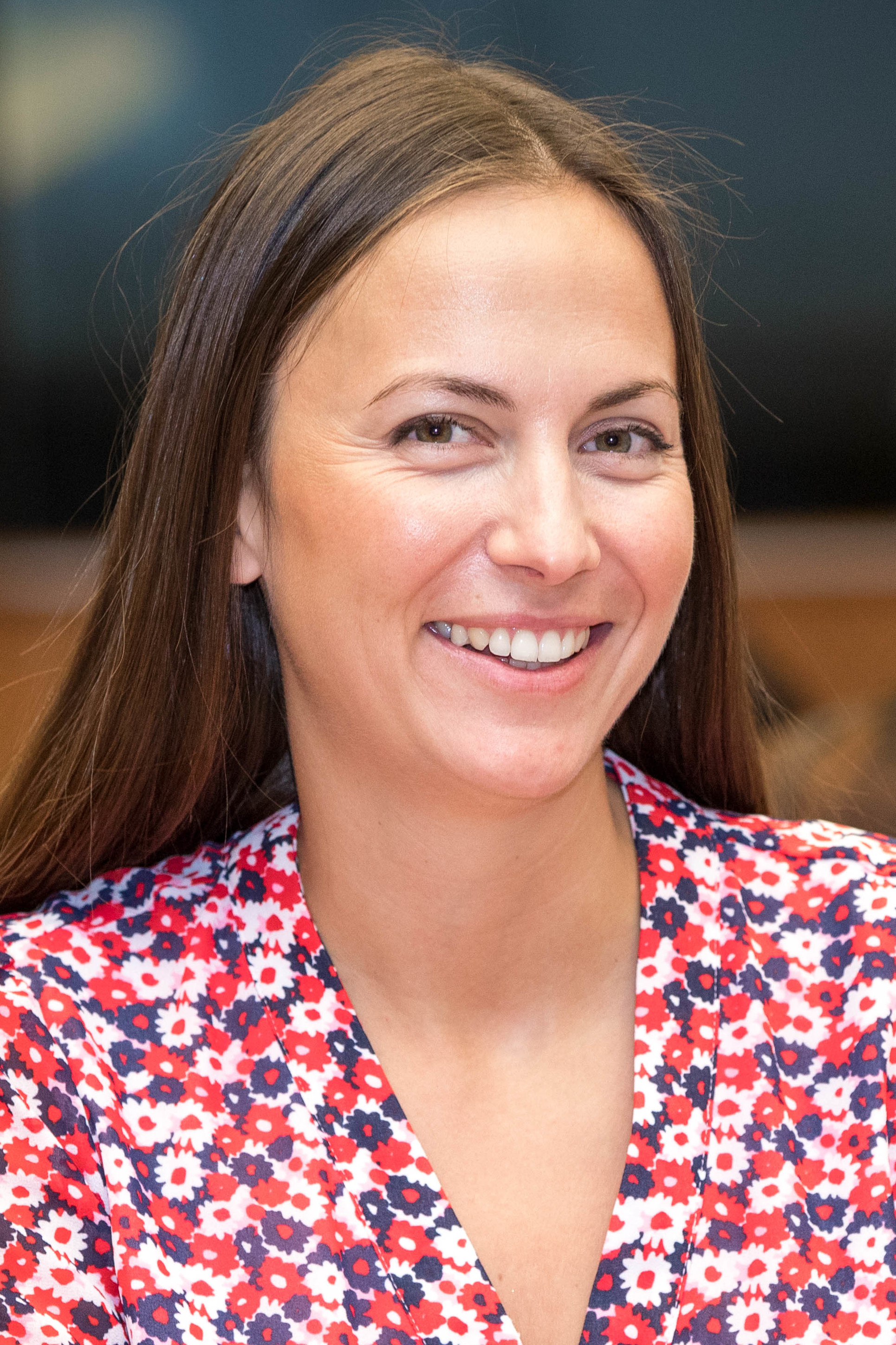
Eva Maydell (2019)

Eva Maydell (geborene Paunova, bulgarisch Ева Паунова; * 26. Januar 1986 in Sofia) ist eine bulgarische Politikerin der Partei GERB. Sie ist Abgeordnete der Europäischen Volkspartei im Europäischen Parlament und Präsidentin der Europäischen Bewegung International.

## Leben
Maydell ist seit 2014 Abgeordnete im Europäischen Parlament. In dieser Legislaturperiode ist sie Koordinator des Sonderausschusses zu künstlicher Intelligenz im digitalen Zeitalter (AIDA), Mitglied im Ausschuss für Industrie, Forschung und Energie (ITRE), Ersatzmitglied im Ausschuss für Wirtschaft und Währung, und Mitglied in der Delegation für die Beziehungen zu Japan.
Im November 2014 wurde sie als Vertreterin der Europäischen Volkspartei zur Vizepräsidentin der Europäischen Bewegung International gewählt, im November 2017 folgte ihre Wahl zur Präsidentin der Bewegung.